# 贝讷托
贝讷托（法語：Bennetot，法語發音：[bɛnto]）是法国滨海塞纳省的一个旧市镇，属于勒阿弗尔区。2017年1月1日，贝讷托与邻近6个市镇合并为新市镇泰尔德科。

## 地理
贝讷托（49°40'17"N, 0°33'7"E）面积4.58 平方千米，位于法国诺曼底大区滨海塞纳省，该省份为法国北部沿海省份，其西部及北部濒大西洋英吉利海峡，东起顺时针与索姆省、瓦兹省、厄尔省和卡爾瓦多斯省接壤。
与贝讷托接壤的市镇（或旧市镇、城区）包括：科地区福维尔、阿唐维尔、诺芒维尔、圣玛格丽特-叙福维尔、伊普勒维尔-比维尔。
贝讷托的时区为UTC+01:00、UTC+02:00（夏令时）。

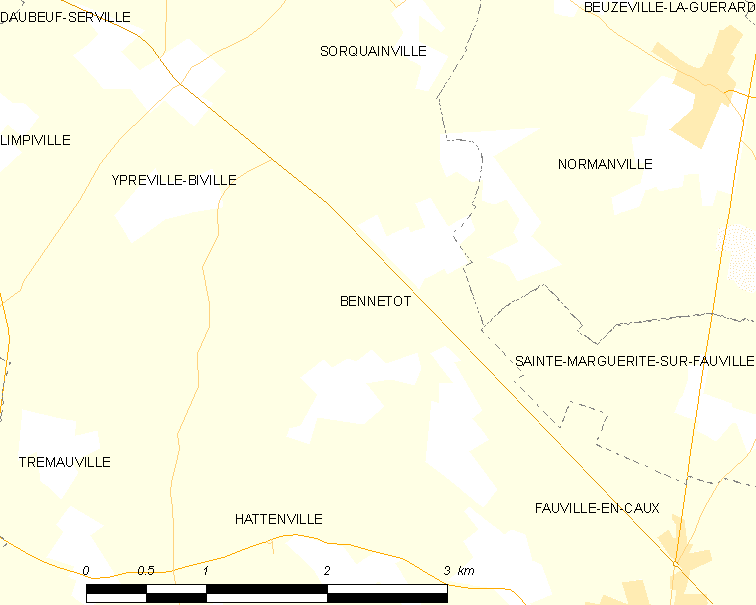
贝讷托的OSM定位图

## 行政
贝讷托的邮政编码为76640，INSEE市镇编码为76078。

## 政治
贝讷托所属的省级选区为科地区圣瓦勒里县。

## 人口

1962-2008年间贝讷托人口变化图示

贝讷托于2018年1月1日时的人口数量为182人。